# Robert Gurdon (1er baron Cranworth)
Pour les articles homonymes, voir Gurdon (homonymie).
Robert Thornhagh Gurdon (18 juin 1829-13 octobre 1902) est un homme politique britannique.

## Biographie
Gurdon est le fils aîné de Brampton Gurdon (1797–1881), de Letton Hall à Norfolk et de Grundisburgh Hall à Suffolk, qui est un député du Parti libéral de Norfolk. Sa mère Henrietta Susanna Ridley-Colborne (1810–1880) est la fille de Nicholas Ridley-Colborne (1er baron Colborne), un autre député.
Il fait ses études au Collège d'Eton et au Trinity College, à Cambridge, et est admis au Barreau du Lincoln's Inn en 1856. Au début de sa carrière, il pratique sur le circuit du Nord. Gurdon est élu à la Chambre des communes de South Norfolk comme libéral en 1880, après s'être présenté sans succès aux élections de 1871 et 1874. Il occupe le siège jusqu'en 1885, date à laquelle il est réélu pour Mid Norfolk. En 1886, il se sépare du chef libéral William Ewart Gladstone au sujet de l'autonomie irlandaise et rejoint les unionistes libéraux. Gurdon continue à représenter Mid Norfolk jusqu'en 1892, puis à nouveau brièvement en 1895. Il est président du conseil du comté de Norfolk depuis son institution et jusqu'au début de 1902, date à laquelle il démissionne en raison de problèmes de santé. Il est également président des quarts de session, colonel honoraire du 4e bataillon de volontaires  Norfolk Regiment, et lieutenant adjoint et juge de paix de Norfolk.
En 1899, il est élevé à la pairie comme baron Cranworth, de Letton et Cranworth dans le comté de Norfolk.
Lord Cranworth épouse d'abord, en 1862, Harriott Ellin Miles, fille de Sir William Miles, 1er baronnet, et ils ont une fille, Amy Harriott Gurden, en 1864. Après sa mort en couches en 1864, il se remarie en 1874, à Emily Frances Heathcote, fille de Robert Boothby Heathcote.
Lord Cranworth meurt à l'âge de 73 ans à sa résidence Letton Hall, près de Thetford, le 13 octobre 1902, et est remplacé dans la baronnie par son fils de son second mariage Bertram Francis Gurdon. Lady Cranworth est décédée en 1934.